# رفورما د پیندا
رفورما د پیندا (به اسپانیایی: Reforma de Pineda) یک منطقهٔ مسکونی در مکزیک است که در اوآخاکا واقع شده‌است. رفورما د پیندا ۱۹۳٫۹۲ کیلومتر مربع مساحت و ۲٬۶۹۱ نفر جمعیت دارد.